# Nha lộ vận (Hoa Kỳ)
Nha lộ vận tại Hoa Kỳ (tiếng Anh: department of motor vehicles, viết tắt là DMV) là một cơ quan cấp tiểu bang với hai chức năng chính là thu thuế lưu thông và cấp bằng lái xe.
Ở Canada cũng có một tổ chức tương tự do các tỉnh bang giám sát.

## Chức năng

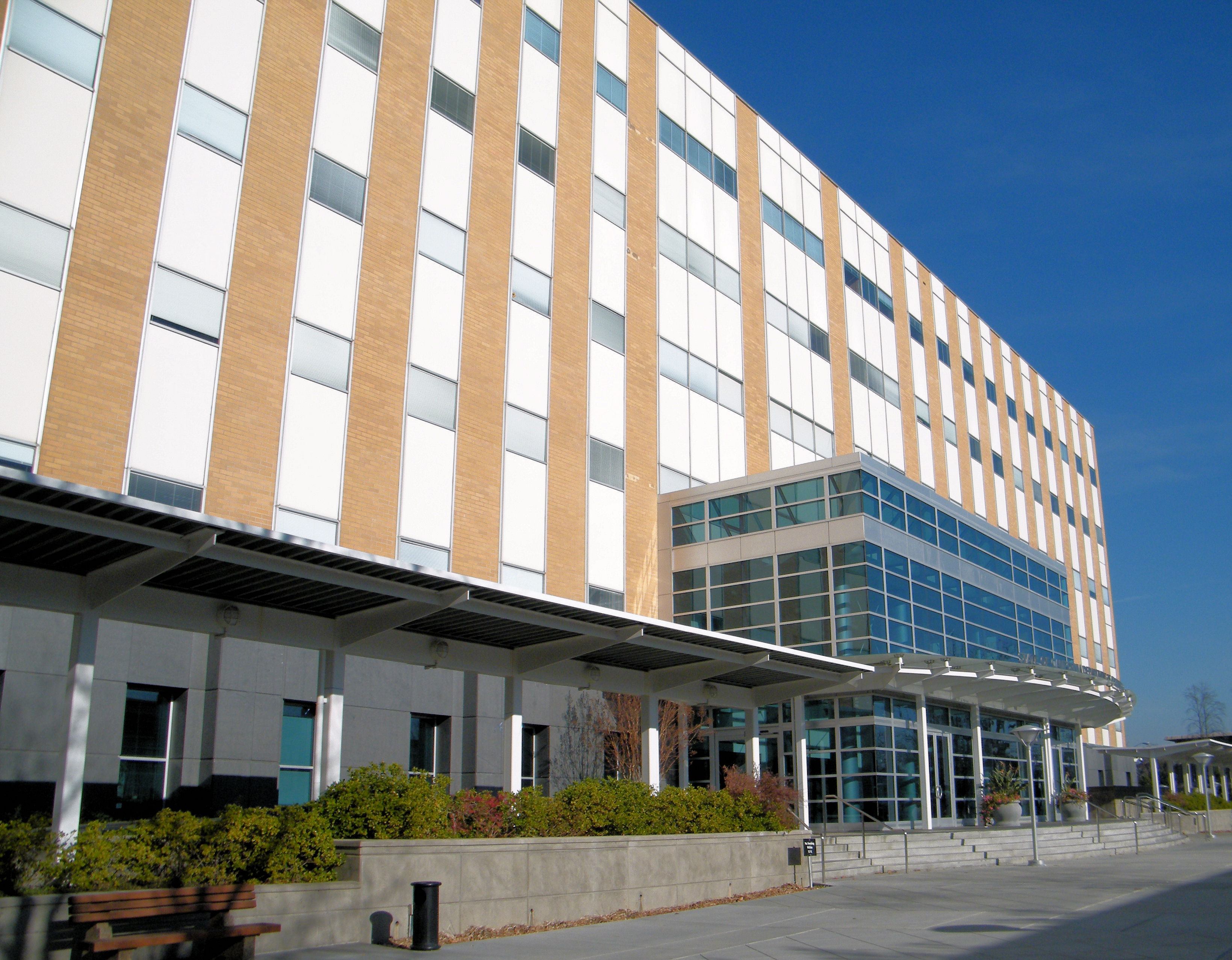
Trụ sở Nha lộ vận của California tại thủ phủ Sacramento

### Cấp bằng lái xe
Bằng lái xe tại Hoa Kỳ được dùng như thẻ căn cước, một loại giấy tờ tùy thân. Muốn có bằng lái xe thì phải đậu lượt khảo thí, thường là bài thi viết nhưng cũng có thể kèm theo đó là lượt thi lái.
Trong số 50 tiểu bang tại Hoa Kỳ thì 18 tiểu bang có bài thi bằng tiếng Việt.

### Cấp giấy chủ quyền xe cộ
Khi người mua xe trả góp thì ngân hàng tài trợ giữ giấy chủ quyền cho đến khi người mua thanh toán toàn phần số tiền nợ. Lúc đó ngân hàng sẽ ký giao giấy chủ quyền cho người mua. Nha lộ vận theo đó cấp giấy chứng nhận chủ quyền, thường màu hồng nên thông thường gọi là pink slip. Người có pink slip là người có toàn quyền sang nhượng xe cho người khác.

### Thu thuế lưu hành
Xe cộ lưu hành phải được đăng bộ với nha lộ vận và nộp một phí khoản hàng năm. Số tiền đó các tiểu bang thường dùng trang trải việc tu bổ cầu cống, đường sá. Loại thuế này căn cứ trên giá trị chiếc xe di dịch có nơi là 0,65% (California 2012), có khi lên tới 2%. Vì giá trị xe cũ ít hơn xe mới nên trong thời gian 11 năm đầu, thuế lưu hành giảm dần. Khi sang nhượng lại xe thì thuế lưu hành sẽ căn cứ trên giá bán lại.
Một số tiểu bang như California còn ra luật chỉ cấp phép lưu hành nếu xe đã được kiểm tra hợp đủ một số tiêu chuẩn về khói xe để giảm thiểu ô nhiễm môi trường.